# European Molecular Biology Organization
L'European Molecular Biology Organization (Organizzazione Europea per la Biologia Molecolare), abbreviata come EMBO, è un'organizzazione professionale e senza scopo di lucro che riunisce scienziati e ricercatori scientifici sulla base dell'"eccellenza nella ricerca" nell'area delle scienze biologiche e in particolare della biologia molecolare.
L'organizzazione è stata fondata nel 1964 ed è stata un membro fondatore dell'Initiative for Science in Europe cui è affiliata. 
Il suo obiettivo è quello di promuovere la ricerca nel campo delle scienze della vita e consentire lo scambio internazionale tra scienziati. 
Al 2021, contava circa 1800 membri fra cui 90 vincitori di premio Nobel. Dal 2022 la direttrice dell'EMBO è Fiona Watt, ricercatrice sulle cellule staminali, docente al King's College London e dirigente presso il Laboratorio Europeo di Biologia Molecolare.
Le attività dell'associazione comprendono l'organizzazione di meeting annuali, l'assegnazione di fondi di ricerca e borse di studio, incentivi alla mobilità dei ricercatori europei e dei non europei verso l'Europa, e alcune pubblicazioni scientifiche. Assegna ogni anno la EMBO Gold Medal ad un ricercatore europeo che abbia dato un significativo contributo al progresso scientifico. Al 2021, l'EMBO finanziava o co-finanziava oltre 90 incontri che coinvolgono più di 11.000 partecipanti ogni anno.

## Storia
L'EMBO fu fondata nel luglio 1964 dopo che un gruppo di biologi europei aveva discusso l'idea in una riunione tenutasi a Ravello, in Italia. Gli obiettivi iniziali dell'EMBO consistevano nel creare un laboratorio centrale europeo per le scienze della vita e aumentare le interazioni scientifiche tra i ricercatori in Europa. Alla riunione di Ravello, Max Perutz fu eletto primo presidente dell'EMBO e John Kendrew segretario generale.
Inizialmente, furono eletti membri dell'EMBO 140 biologi e nel 1969 fu istituita la Conferenza Europea di Biologia Molecolare (EMBC), organo politico di cui inizialmente erano membri 14 paesi. A partire dal 1964, gli scienziati membri dell'EMBO furono eletti annualmente in base all'eccellenza nella ricerca. Al 2021, l'organizzazione contava più di 1.800 membri di cui 90 Premi Nobel. A partire dal 2018, l'EMBC contava membri provenienti da 30 Stati cui si aggiungevano due membri associati (India, Singapore) e due partner cooperatori (Cile con il CONICYT; Taiwan con il MOST e l'Academia Sinica).
Nel 1982 fu lanciato l'EMBO Journal e, quattro anni più tardi, fu istituita la EMBO Gold Medal, un premio annuale per giovani scienziati. Nel 2000 fu avviato il "Young Investigator Program", che assegna borse di studio a giovani docenti. In seguito, uscirono in stampa i primi numeri di altre quattro riviste: EMBO Reports (nel 2000), Molecular Systems Biology (nel 2005), EMBO Molecular Medicine (nel 2008) e Life Science Alliance (nel 2019). Life Science Alliance è co-pubblicata con la Rockefeller University Press e la Cold Spring Harbor Laboratory Press. 
Nel 2011, l'EMBO istituì un programma politico che interagiva con i decisori pubblici politici, fornendo analisi delle questioni emergenti dai progressi della ricerca scientifica.
Tra le organizzazioni strettamente affiliate all'EMBO figurano il Laboratorio Europeo di Biologia Molecolare (EMBL) e la Federazione delle Società Biochimiche Europee (Federation of European Biochemical Societies, FEBS) che, come l'EMBO, operano principalmente nello Spazio europeo della ricerca (ERA).
Nel 2022, Fiona Watt fu nominata sesta direttrice dell'EMBO, succedendo ai precedenti direttori Raymond Appleyard, John Tooze, Frank Gannon, Hermann Bujard e Maria Leptin.

## Pubblicazioni
L'EMBO pubblica cinque riviste peer review:
- The EMBO Journal, che pubblica studi scientifici relativi al campo della biologia molecolare[10];
- EMBO Reports, simile al precedente ma che spazia più largamente pubblicando anche review, saggi, notizie e opinioni[11];
- Molecular Systems Biology, rivista open access incentrata sulla biologia dei sistemi, con particolare attenzione alle innovazioni tecnologiche[12];
- EMBO Molecular Medicine, riguardante le applicazioni mediche della biologia molecolare. È open access, e disponibile con licenza Creative Commons CC BY 3.0[13];
- Life Science Alliance[14].

Le prime tre riviste sono edite dal Nature Publishing Group.